# موريزيو ملفيستيتي
موريزيو ملفيستيتي (بالإيطالية: Maurizio Malvestiti)‏ ولدى يوم 25 أغسطس 1953 في مرن، قرية صغيرة في بلدة إيطالية من فيلاجو، في محافظة برغامو، هو قديس كاثوليكي إيطالي، أسقف من منذ 26 أغسطس 2014.

شعار النبالة لموريزيو ملفيستيتي